# Sveinn Björnsson

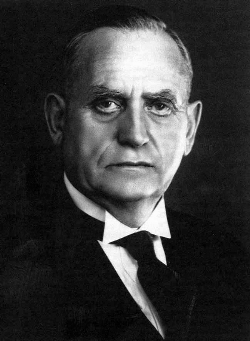
Sveinn Björnsson

Sveinn Björnsson (Kopenhagen, 27 februari 1881 - Reykjavik, 25 januari 1952) was een IJslands politicus.
Sveinn Björnsson was de zoon van politicus Björn Jónsson. Hij studeerde rechten en was advocaat. In 1912 werd hij in de stadsraad van Reykjavik gekozen. Van 1918 tot 1920 was hij voorzitter van de stadsraad.
Van 1914 tot 1916 en in 1920 was Sveinn lid van het Alding (Het IJslandse parlement). Na de IJslandse onafhankelijkheid (1918) werd hij in de eerste IJslandse regering opgenomen. Na zijn terugtreden uit parlement en stadsraad fungeerde hij van 1920 tot 1924 en van 1926 tot 1940 als minister in relatie tot Denemarken.
In 1940 werd Denemarken door de Duitsers bezet en daardoor verviel de macht van Deense koning (Christiaan X) en de regering over IJsland. Van 1941 tot 1944 was Sveinn Regent van IJsland en nam hij de koninklijke bevoegdheden waar.
Na een volksraadpleging werd Sveinn op 17 juni 1944 door het Althing aangewezen als eerste president van IJsland. In 1945 en in 1949 werd hij herkozen. Sveinn Sveinn overleed op zijn zeventigste, een jaar voor het aflopen van zijn tweede termijn als president.